# トランジット・キングス
トランジット・キングス（Transit Kings）は、アレックス・パターソン、ガイ・プラット、ドム・ベッケンで構成されるイギリスのエレクトロニカ・バンドである。パターソンとジ・オーブを共同で創設したジミー・コーティは、最初のレコーディング・セッションに関与していたが、ライブ・セッションには参加していない。彼は現在「長期休暇中」となっている。バンドは短期間、カスタード (Custerd)と名付けられた。

## 略歴
アンビエント・ハウスのパイオニアであるアレックス・パターソン（ジ・オーブ）とジミー・コーティ（ジ・オーブ、KLF）は、2001年の夏にロンドンのタウンハウス・スタジオにてガイ・プラット、ドム・ベッケンと共に、新しいプロジェクトに取り組み始めた。レコーディングは後にコーティのブライトン・スタジオで続けられた。2003年に、グループは最初のシングル「Boom Bang Bombay」をカスタードという名義でリリースした。
2004年の元日、トランジット・キングスが東京でのライブに登場した。2005年、彼らは『Token EP』をリリースし、ビッグ・チル・フェスティバルにて（コーティ不在で）ライブ演奏した。2006年には、「America Is Unavailable」（赤）、「Japanese Cars」（琥珀）、「Butterflies and Boom」（緑）という曲をフィーチャーした3色のヴァイナル7インチ・シングルの限定版セットをMalicious Damageからリリース。2006年8月、彼らの最初のアルバム『リヴィング・イン・ア・ジャイアント・キャンドル・ウインキング・アット・ゴッド』は、ザ・スミスのギタリスト、ジョニー・マーと、コメディアンのサイモン・デイのゲスト参加をフィーチャーしていた。「ザ・サン」紙は、アルバムを「品質あり」と解説。「この世界の外においては」と続け、DJシャドウとロイクソップを混合したものと比較した。しかしながら、「タイムズ」紙は「オーブっぽい」と呼び、「ディープ・フォレスト・スタイルの汚泥」であると断言した。
コーティは他のプロジェクトに取り組むため、2004年にバンドを脱退した。公式ウェブサイトでは、「副操縦士（長期休暇中）：老賢人」と掲載されている。しかし、彼はトランジット・キングスのデビュー・アルバム収録12曲のうち7曲で作曲家としてリストされている。

## ディスコグラフィ

### スタジオ・アルバム
- 『リヴィング・イン・ア・ジャイアント・キャンドル・ウインキング・アット・ゴッド』 - Living in a Giant Candle Winking at God (2006年、Malicious Damage)

### EP
- Token (2005年、Malicious Damage)

### シングル
- "The Red Single" (2006年、Malicious Damage) ※限定7インチ・シングル
- "The Amber Single" (2006年、Malicious Damage) ※限定7インチ・シングル
- "The Green Single" (2006年、Malicious Damage) ※限定7インチ・シングル